# Mezőcsát
Mezőcsát é uma cidade da Hungria, situada no condado de Borsod-Abaúj-Zemplén. Tem 103,08 km² de área e sua população em 2019 foi estimada em 5.661 habitantes.